# Europa (filla d'Agenor)

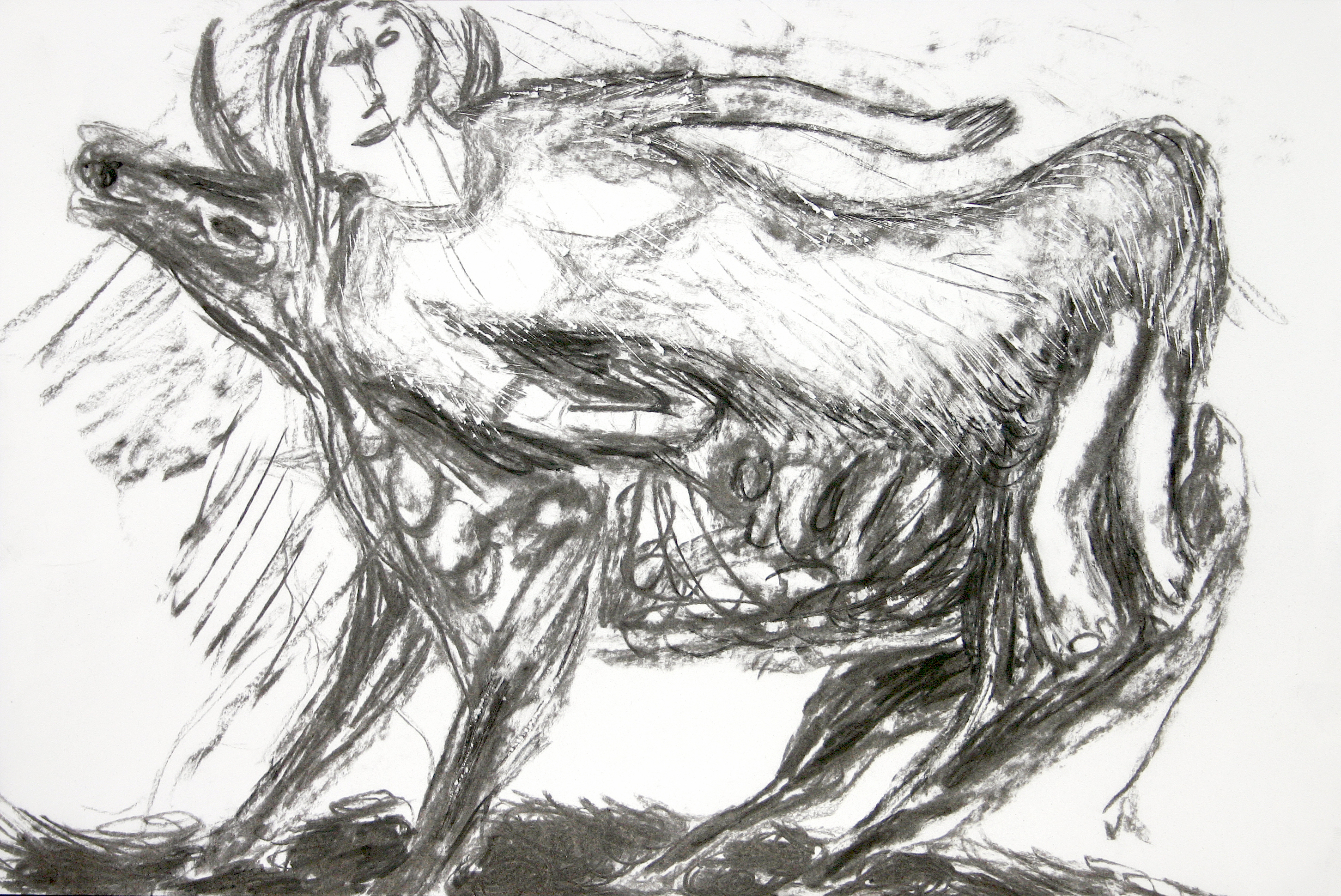
El rapte d'Europa, segons l'artista holandès Frank'a Waaldijk

Europa (grec antic: Εὐρώπη, llatí: Eurōpa), segons la mitologia grega, va ser una princesa de Fenícia, filla d'Agenor i Telefaassa, tot i que també podria haver estat filla de Fènix, un dels fills d'Agenor.
La referència literària més antiga a Europa es troba a la Ilíada d'Homer, on és la filla de Fènix, mare de Minos i de Radamantis. Altres narracions antigues del mite d'Europa es troben a la petita epopia (Επύλλιο) "Europa" de Moscos i a "Metamorfosis" d'Ovidi. Hi ha molts relats diferents del rapte d'Europa.
Un dia, mentre collia flors amb les seves companyes, a la platja de Sidó o de Tir, on regnava el seu pare, Zeus veié Europa i se n'enamorà perdudament. Aleshores el déu, encès d'amor per la seva bellesa, es transformà en un brau blanc amb unes banyes que semblaven la lluna creixent, i s'hi acostà fins a ajaçar-se als seus peus. La princesa, encuriosida per aquell magnífic brau de pell extraordinàriament blanca, s'atansà per acariciar-lo i acabà asseient-se-li al llom. Aleshores, el brau s'alçà i es llançà en direcció al mar malgrat els crits d'Europa, que se li aferrà a les banyes. Es va endinsar entre les onades i s'allunyà de la platja. Finalment la retornà a la platja, però en comptes de les costes fenícies, Zeus se l'havia endut a Creta. Un cop allà, a Gortina, el déu li revelà la seva identitat; feren l'amor prop d'una font i sota uns plàtans que, en memòria d'aquests amors, van obtenir el privilegi de no perdre mai les fulles. De la seva unió nasqueren Minos, Radamant i Sarpedó. També se li atribueix la maternitat de Carnos, que va ser estimat per Apol·lo, i la de Dodó. Zeus li atorgà tres presents: Talos, el gegant de bronze que protegia les costes de Creta de qualsevol desembarcament estranger, un gos que no deixava mai escapar cap presa, Laelaps, i una javelina de caça que mai errava el blanc. Després la va casar amb Asterió, rei de Creta, per la qual cosa obtingué la sobirania sobre l'illa. Va gaudir dels honors de dea amb el nom d'Hellotis o Hellotia. Els germans d'Europa, Cadme, Fènix i Cílix, van sortir a buscar la seva germana quan va ser raptada per Zeus, amb la prohibició feta pel seu pare de tornar a Fenícia sense ella.
El rapte d'Europa i la fugida cap a Creta inspirà el nom del continent europeu.